# Върховен македоно-одрински комитет
Върховният македоно-одрински комитет е ръководният орган на Македоно-одринската организация – революционна организация на македонски и тракийски емигранти и български общественици, която съществува в България и Османската империя от 1895 до 1905 година.
Целта на ВМОК и МОО е реализиране на предвидената в Берлинския договор от 1878 година широка автономия на останалите в границите на Османската империя Македония и Одринска Тракия. Комитетът организира Четническата акция в 1895 година и Горноджумайското въстание в 1902 година, а негови чети участват в Илинденско-Преображенското въстание в 1903 година. След първоначално добро сътрудничество с Вътрешната македоно-одринска революционна организация, Върховният комитет влиза постепенно в конфликт и с нея, и с българското правителство и в 1903 година организацията е забранена в България, а в 1905 година се разпуска. Военното крило в организацията продължава да се занимава с революционна дейност до 1912 година, а след Балканските и Първата световна война част от тях се вливат в десницата на ВМРО, докато част от легалните дейци формират Съюза на македонските емигрантски организации.

## Основаване

### I конгрес
Организацията е основана на конгрес, който заседава от 19 до 28 март 1895 година в София и събира представители на легалните македонски емигрантски дружества в България и Румъния, които искат да създадат обща организация. На практика основите на организацията са поставени чрез сливане на централните и провинциални дружества на двете основни емигрантски организации – Младата македонска дружина, представител на еволюционната линия и на Братския съюз, представител на революционната тенденция.
Импулс за създаване на общата организация са протестните митинги, организирани от Младата македонска дружина през ноември и декември 1894 година в София по повод кланетата на арменците в Османската империя. Същевременно основаването на единна македонска организация става възможно и вследствие на размразяването на политическия живот в Княжество България след падането на Стефан Стамболов от власт.
На конгреса, известен като Първи македонски конгрес, присъстват 61 представители на македонски дружества. В Дневния ред на конгреса влизат въпросите за положението на немюсюлманските народи в Турция след Берлинския конгрес, задълженията на Османската империя и Великите сили и дали вдигането на всеобщо въстание в Македония, Одринско и Албания е легално средство за подобряване на участта на немюсюлманите и ако да – кой трябва да го подготви и предприеме. Конгресът решава всички съществуващи македонски дружества да се слеят в единна Македонска организация, начело на която е Македонски комитет. Комитетът се състои от петчленно бюро и 15 съветници. Пръв председател на комитета става бившият председател на Братския съюз Трайко Китанчев, подпредседател е Наум Тюфекчиев, а секретар е Тома Карайовов. Членовете на Комитета са предимно представители на русофилската опозиция от Демократическата и Цанковистката партия. Изготвени са устав и програма за действие. Комитетът е длъжен всяка година да свиква редовен конгрес на дружествата.
В приетите от конгреса „Решения на Първия македонски конгрес“, дело на Трайко Китанчев, целта на организацията и средствата за постигането ѝ са дефинирани така:
| „ | I Целта на македонските дружества 1. Целта на македонските дружества е придобиване за населенията в Македония и Одринско политическа автономия, приложена и гарантирана от Великите сили. II Средства за постигане на целта 2. Въздействие върху българските правителства и общественото мнение в България и Европа чрез: а) печатно слово; б) агитация в другите балкански държавици за общо действие в полза на автономията; в) агитации и митинги; г) поддържане избора за депутати в Народното събрание на ония лица, които се задължават да действуват за постигане целта на македонските дружества; д) изпращане делегати и меморандум до европейските дворове и най-сетне е) изобщо прилагане на мероприятия, диктувани от силата на обстоятелствата. | “ |

Това е най-ранният документ, в който се говори за автономия на Македония и Одринско. Този принцип на автономията е приет почти единодушно от делегатите – само трима делегати, между които Димитър Македонски, гласуват за приемане на цел „присъединяване към България“ – и остава непроменен във всички статути на организацията до края на съществуването ѝ. Освен легалната дейност – въздействие чрез печатно слово, агитации и митинги, организацията от самото начало допуска и въоръжената борба като средство за постигане на тази цел – формулировката и на този член остава непроменена в следващите статути, а последвалите събития показват, че на практика революционната тенденция напълно надделява над еволюционната.

### Четническа акция
През лятото на 1895 година мнозинството от българските политици – и управляващи, и опозиция – смятат, че въоръжена акция на територията на Османската империя би направила османските власти по-отстъпчиви по отношение на осигуряване на правата на българските поданици на империята. Така със знанието на правителството на Константин Стоилов и при отсъстващ „по семейни причини“ в Карлсбад български владетел, Македонският комитет организира въоръжено нахлуване на няколко чети, съставени предимно от български военнослужещи, на територията на Османската империя. Опожарено е помашкото градче Доспат и за кратко е превзет град Мелник, но четите са отблъснати от османските части и не успяват да предизвикат всеобщо въстание в Македония.
За българската външна политика Четническата акция е успех – тя показва на Османската империя, че македонското революционно движение е под контрола на София и може да бъде използвано при продължаващ османски отказ за признаване на легитимността на българския владетел, отпускане на берати за български владици и административни реформи. За Македонския комитет обаче Четническата акция е очевиден неуспех, който предизвиква разногласия в организацията.
Румъния използва Четническата акция за разтуряне на македонските дружества и за ограничаване на дейността на българските обществени и културни институции в страната.

## Под контрола на Демократическата партия (1896 – 1899)

### II конгрес
След неуспеха на Четническата акция и смъртта на Трайко Китанчев през август същата година Македонският комитет навлиза в период на криза. В Македонската организация се оформят две основни групи дейци – едната са представителите на русофилската опозиция, предимно дейци на Демократическата партия на Петко Каравелов, които искат използване главно на легални средства, а втората са военните, които следват правителствената политика на Константин Стоилов и двореца и искат поддържане на постоянен курс към въстание.
През декември 1895 година се свиква II извънреден конгрес, който заседава от 3 до 6 декември. Конгресът разглежда Решенията на Първия македонски конгрес и на тяхна база на 15 декември приема нови Статути на македонските дружества, в които целта на организацията и средствата за постигането ѝ остават непроменени – автономия за Македония и Одринско чрез легални политически средства и „прилагание мероприятия, диктувани от силата на обстоятелствата“, които в тайните протоколи са наречени „терор и въстание“. Комитетът се преименува на Върховен македонски комитет, а членовете му са намалени на 12, като бюрото отпада. На последното заседание на 16 декември е избран нов състав на комитета – Йосиф Ковачев, Пантелей Урумов, Александър Радев, Данаил Николаев, Илия Георгов, Георги Паунчев, Тома Карайовов, Андрей Ляпчев, Димитър Ризов, Димитър Матов, Васил Диамандиев и Алеко Константинов. На 17 декември на първото си заседание новият комитет избира за председател запасния генерал Данаил Николаев, който остава на поста до 6 март 1897 година, а подпредседател е Йосиф Ковачев.

### Разколнически Македонски комитет
Делегатите Антон Бузуков, Спиро Петков и Никола Наумов отказват да участват в избора на нов комитет в знак на протест към недопускането на офицерите, участвали в Четническата акция, като делегати на конгреса. На 21 декември 1895 година 31 дейци, предимно военни, поддържащи революционната тактика, изпращат окръжно до македонските дружества от името на Изпълнителното бюро на Македонския комитет. Окръжното е с № 330, като с това се заявява претенция за приемственост със стария комитет и непризнаване на избрания Върховен комитет. Изпълнителното бюро е в състав Антон Бузуков (председател), Йордан Венедиков (подпредседател), Наум Тюфекчиев (член), Димитър Жостов (касиер) и Георги Влахов (запасен член). Почти всички провинциални дружества обаче подкрепят Върховния комитет и единствено Софийското дружество взима страната на отцепниците. След връщането на действителна служба на офицерите и арестуването на Тюфекчиев по делото за убийството на Стефан Стамболов, Македонският комитет постепенно запада, като дори вярното му Софийско дружество се разцепва, като неговите поддръжници са около крилото „Св. Стефанска България“ на Спиро Петков и вестник „Македония“.

### Проект за реформи
В края на февруари 1896 година, вследствие на българо-турските преговори от началото на годината, Върховният комитет изработва проект за реформи в Османската империя. Проектът заедно с карта и обяснителни бележки е връчен през март на министър-председателя Стоилов и изпратен на ЦК на ВМОРО в Солун, както и до настоятелствата на македонските дружества в страната. Проектът предвижда обособяване на Македония и Одринска Тракия в отделни административни единици в рамките на Османската империя, по примера на Източна Румелия, със собствен законодателен орган, занимаващи се с вътрешната административна уредба и управител, принадлежащ към преобладаващата народност с мандат от 5 години. В проекта се предвижда чиновниците и жандармерията да се избират пропорционално от населението, а официалните езици да са турски и езикът на мнозинството на населението.
Проектът за реформи на Върховния комитет е възприет и от ВМОРО като основа на нейните политически искания, но е пренебрегнат и от Великите сили и от българското правителство. През май 1896 година султанът издава ираде, с което в европейските вилаети се въвеждат козметични реформи и това кара Върховния комитет да организира вълна от протестни митинги в България.

### III конгрес
Постепенно дейността на Македонската организация е значително ограничена, като организацията преживява криза. От около 40-те македонски дружества в страната западат и не развиват дейност. Организацията среща и големи финансови трудности, тъй като дружествата имат големи дългове към банки и частни лица, направени за финансиране на Четническата акция. Единствената стабилна новосъздадена организация са Българските освободителни братства – офицерски братства, имащи за цел да подпомагат с пари, оръжие и хора освободителната борба в Македония и Одринско. През май 1896 година емигрантите от Одринско се отделят в самостоятелно дружество „Странджа“, което съществува до 1900 година. Външнополитическата конюнктура също не е благоприятна за Македонската организация, тъй като след възстановяването на българо-руските отношения България се съобразява с Русия, която ангажирана в Далечния изток, няма изгода от повдигане на македонския въпрос.
На III македонски конгрес през ноември 1896 година в отчета на комитета се казва, че „Комитетът счита дипломатическата страна на освободителното дело за изчерпана, като с това делото е поставено на конкретна основа“. Комитетът също така влиза в конфликт с министър-председателя Стоилов, който не благоволява да приеме делегацията му. В новоизбрания комитет влизат Данаил Николаев, Йосиф Ковачев, Пантелей Урумов, Христо Станишев, Александър Радев, капитан Атанас Дуков, Никола Червениванов, Димитър Ляпов, Андрей Ляпчев, Алеко Константинов, Любомир Милетич и Георги Георгов. Председател е генерал Николаев, а подпредседател е Йосиф Ковачев. Комитетът губи някои от основните си дейци – Димитър Матов (†1896), Алеко Константинов (†1897), Димитър Македонски (†1898), а Димитър Ризов, Тома Карайовов и Никола Наумов заминават на дипломатически служби, което още повече задълбочава кризата в Македонската организация.
Комитетът постепенно губи позиции и във войската – правителството на Стоилов връща на служба офицерите, дезертирали за да вземат участие в Четническата акция, генерал Николаев подава оставка през март 1897 година, а капитан Дуков не взима участие в работата на комитета. Постепенно организацията е овладяна от дейци на Демократическата партия, което кара Коста Шахов, Васил Диамандиев, Пантелей Урумов и други да се оттеглят от работата на Върховния комитет.

### IV конгрес
От март до юни 1897 година председател на комитета е Йосиф Ковачев. След оставките на четирима от дванадесетте членове на ВМК, както и на Гръцко-турската война, от 15 до 21 юли 1897 година се провежда IV извънреден конгрес, на който са представени едва половината от дружествата на Македонската организация. Конгресът намалява членовете на Върховния комитет на 6 плюс 2 резервни и избира нов състав с председател Христо Станишев, подпредседател Андрей Ляпчев, касиер Георги Георгов и секретар Димитър Ляпов и членове Атанас Казанджиев и Гоце Делчев. Резервни членове са Коста Шахов и Полихрон Нейчев. Решава се да започне издаването на вестник. Гоце Делчев и Андрей Ляпчев обаче отказват мястото в комитета и окончателният му вариант от декември е Станишев председател, Гергов подпредседател и касиер и Ляпов секретар. Така комитетът продължава да е в ръцете на Демократическата партия и не успява да преодолее обхваналата го идейна, организационна и кадрова криза.

### V конгрес
Петият македонски конгрес, който заседава от 26 до 29 юли 1898 година, се опитва да централизира работата на комитета, да изправи на крака финансите и да съживи дипломатическата дейност. Конгресът преизбира комитета, който се конституира в състав председател Христо Станишев, подпредседател Андрей Ляпчев, касиер Александър Радев, секретар Димитър Ляпов, членове Христо Попов, Георги Георгов. Резервни членове са Коста Шахов, Александър Людсканов и Полихрон Нейчев.
През октомври 1898 година умира старият авторитетен деец Йосиф Ковачев, което е нов удар върху организацията. Единственото сериозно дело на новия състав на комитета е стартирането на вестник „Реформи“ на 9 януари 1899 година, който бързо достига 8000 бройки тираж. Комитетът изработва и меморандум до Великите сили, в който отново прилага Проекта за реформи от 1896 година.
В края на годината от комитета излизат Христо Попов и Георги Гергов, а Христо Станишев подава оставка и е заместен от Александър Радев. Резервният член Шахов отказва да се включи в работата на комитета и чрез вестника си „Глас македонски“ и серия публични лекции и митинги започва активна кампания за отстраняване на грешките в работата на комитета, за нов конгрес и скъсване с пасивността.

## Възход при Сарафов (1899 – 1900)

### VI конгрес
На VI конгрес на македонските братства в България, който заседава от 1 до 5 май 1899 година, за председател на Върховния комитет е избран Борис Сарафов, за подпредседател Тома Давидов и за член-съветник Христо Саракинов, а за членове Антон Бузуков, Владислав Ковачев.
Така Върховният комитет е овладян от офицерите от Българските освободителни братства, които са за по-активна дейност и в България, и в чужбина, и във вътрешността, и които имат подкрепата на Централния комитет на ВМОРО. Между двете революционни организации се установява добро сътрудничество. Върховният комитет подпомага Вътрешната организация с пари и особено с подготвени кадри, организира прехвърлянето на хора и оръжие в Македония и Одринско. След създаването на представителство на ВМОРО в София в края на 1896 – 1897 година членовете му Гоце Делчев и Гьорче Петров са по право членове на комитета. През май 1900 година МО и ВМОРО подписват съвместен протокол, с който офицерите от българската армия се допускат във всички нива на структурите на ВМОРО. Върховният комитет оказва значителна помощ на вътрешната организация при изграждането на четническия институт. Двете организации правят общи постъпки пред Екзархията за назначаване на учители в Македония и Одринско по списък, представен от Централния комитет на ВМОРО. Върховният комитет набавя и складира в пограничните пунктове оръжие, което предава на Вътрешната организация.
За кратко време новото ръководство успява да изправи на крака организацията, да активизира дейността на местните дружества, да върне организационното единство на емиграцията, като прибере под шапката на организацията всички отцепили се дружества.
Офицерските братства разширяват организацията си като след 1899 година в 16 български гарнизона има такива братства, обхващащи около 1000 души – половината от българските офицери на редовна служба. В Швейцария, Франция, Белгия, Русия и Австро-Унгария и САЩ също се появяват нови македоно-одрински дружества. В САЩ през 1899 година Станислав Шумков е представител на първото регистрирано емигрантско българско дружество „Васил Левски“. Шестият конгрес упълномощава Шумков да представлява Върховния комитет в Америка. Три тайни дружества възникват и в Румъния. На 3 октомври 1899 година в София е създадено и първото женско македоно-одринско благотворително дружество, което носи името на българската героиня Екатерина Симидчиева. Само самостоятелните македоно-одрински дружества според спомените на Сарафов са 250.
Македонската организация организира и народни стрелчески дружества с личен състав от над 5000 души, които трябва да обучат за боравене с оръжие македонската и тракийска емиграция, която не подлежи на военна повинност в България.

### VII конгрес
На 19 февруари 1900 година дружество „Странджа“ се саморазпуска и на VII конгрес, който заседава от 30 юли до 5 август, организацията приема името Македоно-одринска организация, а комитетът – Върховен македоно-одрински комитет, като съставът му е от 6 души.
Така за две години от средата на 1899 до средата на 1900 година
| „ | Македоно-одринската организация се превръща в най-голямата обществено политическа сила в страната... Общо членовете на МОО заедно с помощните ѝ структури достигат до 50 – 60 000 души... | “ |

Върховният комитет събира големи финансови средства, които изразходва предимно за въоръжаване на ВМОРО. През двете години, начело със Сарафов, Върховният комитет похарчва за оръжие и боеприпаси на ВМОРО около 60 000 златни и 190 000 сребърни лева и отделно отпуска на Вътрешната организация над 60 000 златни и 98 000 сребърни лева.
Комитетът развива и широка културна дейност – финансира издаването на книги и брошури, субсидира театралната група на Войдан Чернодрински, организира сказки, вечеринки и театрални представления.

### Конфронтация с правителството и ВМОРО
Върховният комитет и особено членовете му офицери от Българската армия настояват за ускоряване на подготвяното въстание в Македония и Одринска Тракия. От средата на 1900 година организацията силно се централизира, почти загърбва легалната политическа и културна дейност и изцяло се преориентира към въоръжената борба. Дейците на ВМОК смятат, че основната тежест на бъдещето въстание трябва да се поеме от четите, които ще навлязат от България и ще са начело с български офицери.
През юли 1900 година дейци на ВМОК убиват румънския журналист Стефан Михайляну и един турски шпионин в Букурещ. Това предизвиква дипломатически скандал, който за кратко изправя България и Румъния на ръба на войната. На шумен процес в Букурещ през ноември 1900 година всички дейци на ВМОК получават задочни доживотни присъди. Румънските власти се възползват от антибългарската истерия в страната, за да ограничат още повече дейността на българските културни институции.
В началото на 1901 година се влошават отношенията на ВМОК с ВМОРО, като основният проблем е стремежът на Вътрешната организация за предотвратяване на преждевременно въстание и по-дълга революционна подготовка на населението в Македония и Одринско. Дейците на ВМОРО преценяват като неблагоприятна за въстание и международната обстановка. Разривът е оповестен с окръжно на задграничните представители на ВМОРО от март 1901 година.
Едновременно с това нарасналата мощ на Македоно-одринската организация започва да плаши и властите в София, имащи пред себе си примера на въвляклата Гърция в злощастната Гръцко-турска война Етники Етерия. Служебното правителство на Рачо Петров, както и следващото коалиционно правителство на Демократическата и Прогресивнолибералната партия предприемат действия по ограничаване на влиянието на МОО – още през януари са забранени стрелческите дружества; забранено е събирането на пари и помощи в полза на МОО; военният министър Стефан Паприков забранява на офицерите на редовна служба да участват в МОО под страх от уволнение, а министерският съвет забранява на държавните служители да участват в насрочения конгрес на МОО. Така част от най-активните кадри на МОО – офицерите и учителите, са възпрепятствани в дейността си в македоно-одринското движение.
През нощта на 23 срещу 24 март 1901 година председателят на ВМОК Борис Сарафов е арестуван, заедно с другите членове на комитета. На следващия ден има голям митинг на софийското македоно-одринско дружество, но друга реакция от готвещата се за конгрес МОО, временно оглавявана от Георги Минков и Димо Хаджидимов, няма.

### VIII конгрес
На VIII извънреден конгрес, който заседава от 4 до 8 април 1901 година, за председател на ВМОК е избран Стоян Михайловски, а в новия състав на комитета са представени трите идеологически течения в македоно-одринското дело. За подпредседател е избран Владимир Димитров, секретар Иван Кепов и членове – доктор Димитър Владов и Георги Минков и Георги Петров. Михайловски и Владов са привърженици на крилото на Цончев, Кепов и Димитров на ВМОРО, а Минков и Петров са сарафисти. За редактор на „Реформи“ е избран Никола Харлаков.
Последвалите преговори между ВМОК, ВМОРО и Освободителните братства, целящи да стоплят изострените в края на мандата на Сарафов отношения, се увенчават с Майското съглашение от 16 май 1901 година, подписано от членовете на комитета, задграничните представители и Цончев и Стефан Николов. Според него офицерите получават право да се включват в ЦК на ВМОРО и другите структури на Вътрешната организация, да запазят владение над складовете за оръжие и боеприпаси по границата на България, с което на практика печелят преимущество при бъдещото решение за вдигане на въстание.

### IX конгрес
Деветият македоно-одрински конгрес заседава от 29 юли до 5 август 1901 година. Първият ден на конгреса съвпада с началото на съдебния процес срещу Сарафов, който е обвинен в злоупотреби с пари от Христо Саракинов, поддръжник на основния му противник, генерал Иван Цончев. На 2 август Сарафов и другарите му са оправдани и взимат участие в конгреса. Конгресът преизбира Михайловски за председател на ВМОК, за подпредседател е избран генерал Цончев, който на практика поема ръководството на МОО, за секретар капитан Иван Стойчев, за касиер Георги Белев, а за членове подполковник Стефан Николов и поручик Антон Бузуков.
Комитетът започва активно да изпраща чети в Македония и извършва усилена подготовка за въстание, което е посрещнато зле от ВМОРО и между двете организации се появяват конфликти за граничните пунктове и складовете с оръжие. На 8 декември 1901 година новите задгранични представители на ВМОРО Димитър Стефанов и Туше Делииванов изпращат окръжно до всички македонски дружества в България, с което ги уведомяват, че организацията къса всички връзки с Върховния комитет в този му вид. В отговор ВМОК изпраща окръжно, в което казва, че къса със задграничните представители, но не и с организацията.

### Х конгрес и разцепление
В МОО постепенно се оформят две основни крила – към това на генерал Цончев, ползващо се с подкрепата на двореца, принадлежат предимно офицерите Стефан Николов, Антон Бузуков, Анастас Янков, Александър Протогеров, Владимир Каназирев, Христо Саракинов, Юрдан Стоянов, Димитър Думбалаков, както и войводите Дончо Златков, Васе Пехливана и други. Другото крило се състои от сарафистите, анархистите и привържениците на съвместните действия с ВМОРО. Това крило се ползва с подкрепата на управляващата Прогресивнолиберална партия. Дружествата на МОО по места също се разделят, като оглавявания от Михайловски-Цончев Върховен комитет започва да изключва опозиционните дружества. През март 1902 година задграничните представители на ВМОРО отново изпращат писмо до македонските дружества, в което се описва конфликтът с върховистките чети, и се призовава да не се пречи на делото на македонските българи.
На Х конгрес, заседавал от 28 юли до 3 август 1902 година, делегатите на дружествата се разделят на два конгреса и се появяват два Върховни комитета и две организации. Вторият комитет, начело с инженер Христо Станишев (председател) и Тома Карайовов (подпредседател) и членове Пейо Яворов, Антон Стоянов, Йордан Асенов и Георги Петров, също издава вестник „Реформи“. Негови привърженици са Антон Страшимиров, Димитър Ризов, Никола Наумов.
Двата комитета започват поредица от нападки на страниците на „Реформи“ и специално създадения за конфликта вестник „Дело“. Христо Силянов пише:
| „ | Ожесточението на борбата отвѫдъ, стигнало до кръстосване на братското орѫжие и до братоубийства, изроди и тукъ уличната и печатна борба до степень, че изчезна взаимното уважение между еднитѣ и другитѣ борци. Еднитѣ и другитѣ се рисуваха взаимно по-черни, отколкото бѣха. Въ свояг най-вулгаризиранъ видъ – въ оня видъ, който най-силно действува върху проститѣ и неосведомени хора – междуособицата представляваше върховиститѣ като слѣпи проводници на честолюбивитѣ, егоистични и династически попълзновения на князъ Фердинанда въ ущърбъ на македонския робъ, „блюдолизци“ и „лакеи“ на българския Дворецъ, а вѫтрешнитѣ – като сборище отъ „мафиоти“, „даскали“ и „коцкари“, които експлоатиратъ тукъ и тамъ свещеното освободително дѣло, безъ да мислятъ – и безъ да сѫ кадърни – да направятъ нѣкога възстание. | “ |

- „Позивъ къмъ членоветѣ на Македоно-Одринската организация въ България“ на комитета Станишев-Карайовов, 13 август 1902 г., прибавка към брой № 26 на „Право“

## При генерал Цончев (1902 – 1905)

### Горноджумайско въстание и забрана
Комитетът Михайловски-Цончев, въпреки съпротивата на българското правителство, на монарха и на Вътрешната организация, пристъпва бързо към организиране на въстание с цел да привлече вниманието на международното обществено мнение. През септември 1902 година избухва неуспешното Горноджумайско въстание. След неговия разгром и последвалите репресии срещу ВМОРО в цяла Македония общественото мнение в България се настройва негативно към фракциите на ВМОК, организацията губи всебългарската подкрепа и на практика се затваря в средите на емиграцията. Въстанието води до засилване на раздорите в македоно-одринското освободително движение, като вече разцепление се появява и в дотогава монолитната група на военни дейци от тайните офицерски братства.
Опит за помирение с ВМОРО е направен след като на 27 октомври 1902 година в София пристигат от заточение Христо Татарчев и Христо Матов, които заместват като задгранични представители силно обвързаните в конфликта Димитър Стефанов и Туше Делииванов. В началото на ноември няколко видни фигури като Любомир Милетич, Иван Георгов, Димитър Ризов, Андрей Ляпчев, Никола Генадиев и Пантелей Урумов призовават за помирение, избор на единен Върховен комитет и за споразумене с Вътрешната организация. С тяхно посредничество и с участието на двамата нови задгранични двата комитета започват преговори, които стигат до компромисен вариант, по-изгоден за цончевистите - новият Върховен комитет да се състои от трима цончевисти, двама от ВМОРО и един от комитета Станишев-Карайовов. Препъникамъкът обаче се оказва упоритото настояване на цончевистите временен председател да е Михайловски. След провала на преговорите цончевистите продължават курса на въоръжена борба и разпращат две окръжни писма, призоваващи офицерите да напускат редовна служба във връзка с готвеното въстание.
Мобилизацията на цончевистите раздразва Санкт Петербург и руският външен министър дава на българския посланик в руската столица Димитър Станчов ясно да се разбере, че България не може да разчита на Русия, ако против нейната воля в Македония избухне въстание. На 30 януари 1903 година правителството на Стоян Данев под европейски натиск поставя МОО извън закона. Ръководителите и на двата Върховни комитета са арестувани и интернирани извън столицата, архивите им са конфискувани, а офисите – запечатани.
Крилото на генерал Цончев, имащо стабилни основи сред патриотично настроеното българско офицерство, продължава да съществува като нелегална организация и на територията на България, и на територията на Османската империя, като се опитва да изгради паралелна на Вътрешната организация революционна структура в Източна Македония. Дейците от другото крило на ВМОК започват да гравитират около Задграничното представителство на ВМОРО, което се оформя като организационен център на емиграцията.

### Илинденско-Преображенско въстание
Солунският конгрес на ВМОРО от януари 1903 година, взел решение за курс към въстание, на практика решава основния разделителен проблем между дейците на ВМОК – да има или да няма незабавно всеобщо въстание. След като ВМОРО приема тактиката на ВМОК на Цончев между централисти и върховисти отново се установява сътрудничество. Основен поддръжник на примирението от страна на ВМОК е капитан Александър Протогеров, защото, както казва той в писмо до Цончев
| „ | не е важно кой прави въстанието, важното е да го има. | “ |

Офицерите от Върховния комитет изработват „Общи ръководящи начала за едно успешно въстание в Македония“, на базата на които през май задграничният представител на ВМОРО Христо Матов изработва „Общ план и цел на въстанието“, в който са планирани бойните действия по окръзи, околии и райони. Задграничното представителство е в контакт с генерал Цончев и дори в резултат на краткото успешно сътрудничество на 8 март 1903 година Върховният комитет известява, че обединението на двете организации е факт. Макар и до официално споразумение не се стига, между четите на ВМОРО и ВМОК настъпва примирие и има много случаи на взаимна подкрепа.
Към април 1903 година ВМОК се съвзема от удара, нанесен му от правителството. Организацията продължава да издава документи, а Стоян Михайловски, който продължава да се титулува председател на Върховния комитет, прави успешна публична кампания срещу кабинета на Стоян Данев. През април генерал Цончев се връща в София, а организационният орган „Реформи“, започва отново да излиза под редакцията на Илия Гологанов. Постепенно организацията възстановява и структурите си в страната, под формата на благотворителни братства.
Успоредно на това ВМОРО съживява и конкурентния Върховен комитет на Станишев – Карайовов като му отпуска заем от 5500 златни лева и той също се опитва да създаде благотворителни дружества в страната. Кръгът македонски интелектуалци около Любомир Милетич и Иван Георгов се опитва да доведе до обединение, но не постига успех.
В навечерието на въстанието четите на Върховния комитет, начело с генерал Цончев, полковник Янков и подполковник Николов се съсредоточават по границата на Серския революционен окръг, като между двете организации е постигнато неписано споразумение за взаимопомощ. Във Валовищко върховистката четата на Любомир Стоенчев заедно с вътрешната чета на Илия Кърчовалията води бой на 9 септември в местността Ливадата в Пирин. На 12 септември тя отново се сблъсква с османски части в местността Мали пресек, Кърчовско и след еднодневен бой се оттегля в България. В Мелнишко върховистките чети на Юрдан Стоянов, Петър Дървингов и Димитър Зографов се обединяват с вътрешните на Яне Сандански, Михаил Чаков и Стоян Мълчанков в отряд от 160 души и на 30 август водят бой край оброчището „Света Троица“. На 31 август отряд от 400 души, под общото командване на полковник Янков и генерал Цончев и на войводите на ВМОК Христо Танушев, Иван Ботушанов, Никола Лефтеров и Димитър Атанасов се сражава в местността Гарваница, а на 1 септември води бой при село Пирин. На 4 септември четите на войводата на ВМОРО Спиро Петров и тази на ВМОК, начело с Константин Настев водят общ бой с турски части на връх Кукла, в който загива Спиро Петров.

### Македоно-одринска тайна революционна организация
След въстанието е направен опит да се превърне бойното сътрудничество в организационно обединение. Капитан Протогеров се среща два пъти със задграничните представители на ВМОРО Христо Матов и Христо Татарчев и макар между тях и Върховния комитет на Цончев да е постигнато принципно съгласие, впоследствие двамата задгранични представители се отдръпват, тъй като на 14 октомври съвещание на дейци на ВМОРО в София решава, че въпросът за сътрудничество с върховистите ще се решава от окръжните и от Централния комитет, а не от Задграничното представителство. На 5 декември задграничните представители съобщават на Протогеров решението да се запази статуквото в отношенията на ВМОРО с цончевистите.
С тайно окръжно до офицерите на действителна служба на 18 декември 1903 година ВМОК възстановява тайните офицерски братства. Окръжното, подписано от полковник Анастас Янков, подполковник Стефан Николов, капитан Александър Протогеров, поручиците Петър Дървингов, Юрдан Стоянов и Христо Саракинов и подпоручиците Илия Балтов, Христо Танушев, Владимир Каназирев, Константин Настев и Борис Стрезов, заявява, че:
| „ | ...офицерството е било тук душата на освободителното дело. Офицерството е дало най-много и най-скъпи жертви – било в пари, било в материали, било в свои другари. В офицерството е била и ще бъде едничката надежда, към него днес са обърнати погледите на целия свят, към него преди всичко македоно-одринският роб протяга ръка за помощ. | “ |

Окръжното призовава към зимна подготовка и подновяване на въоръжените действия идната пролет. В някои от гарнизоните са възстановени офицерските братства, възстановяват се трансграничните канали и складовете за оръжия и боеприпаси. Така ВМОК отново започва да гради паралелна организация в Източна Македония и заявява претенции за върховенство в освободителното дело и отново се сблъсква с дейците на ВМОРО. На 24 декември 1903 година терорист, представител на Сярската група около Сандански, ранява поручик Юрдан Стоянов и това е възприето от ВМОК като открита конфронтация. През ноември 1903 - януари 1904 година Иван Цончев пътува из Западна Европа, за да пропагандиране на целите на организацията, придружен от Илия Гологанов. На конференция на офицерите през юни 1904 година Протогеров, Балтов и Стоенчев предлагат оттегляне на върховистите от македоно-одринското движение, тъй като конфликтът с ВМОРО пречи на освободителното дело, докато останалите са за продължаване на борбата, независимо от отношенията с Вътрешната организация. Надделява становището на групата около Цончев и конференцията приключва без разцепление. Генерал Цончев прави опити да се укрепи във вътрешността на Македония като изгради мрежа от съмишленици, като се стреми да издейства учителски назначения за дейци на ВМОК, като това на Димитър Владов, бивш член на комитета, който става учител в Битоля.
От декември 1904 година офицерски върховистки чети отново навлизат в Източна Македония, най-вече в Горноджумайско, Петричко и Малешевско и в по-малка степен в Поройско и Гевгелийско, където позициите на организацията са отслабени след смъртта на войводите Алексо Поройлията и Иванчо Карасулията. При опитите да се проникне и в Разложко, Мелнишко и Струмишко между върховистките и вътрешните чети отново започват сблъсъци, които не са големи до 7 април 1905 година, когато Яне Сандански прави засада на четата на Юрдан Стоянов при село Кашина и в сражението загиват 9 души. На 23 май става сражение и в Струмишко между районната чета на ВМОРО и върховистките чети на Константин Настев, Александър Протогеров и Никола Лефтеров, в което също загиват 8 души. Тези и последвалите ги братоубийствени сражения имат крайно негативни последици върху общественото мнение в страната.
Неуспешните опити от пролетта на 1905 година на капитан Протогеров и поручик Настев да преминат Вардар и да проникнат в Западна Македония, ги карат да помислят за по-активно привличане на местното население и дават идея за изграждането на нова Македоно-одринска тайна революционна организация, приета от генерал Цончев. Основната идея е да се привлече по-пряко местното население като се копира структурата и методите на Вътрешната организация – избиране на местни ръководители и провеждане на районни конгреси. Начело на организацията е Централно ръководно бюро с председател подполковник Николов и членове капитан Протогеров и войводата Дончо Златков. Организационната територия е разделена на пет района – Джумайски, Малешевски, Петрички, Мелнишки и Поройски, всеки със свое ръководно тяло, началник и войвода. Районите се поделят на участъци, начело с участъкови комисии, избирани от местните дейци, които дават по един представител в районното ръководно тяло. За поддръжка на структурата и за купуване на оръжие се налага революционен данък.
През лятото на 1905 година дейците на ВМОК активно изграждат новата организационна структура, като свикват местни конгреси и утвърждават управителните тела.

### Разпускане
Въпреки широката дейност на върховистите, те не са поканени на Рилския конгрес. На 30 октомври конгресът дава ултиматум на Върховния комитет да прекрати дейността си.
| „ | ...конгресът намира за уместно и сега да ви поднесе настоящето съобщение и да ви подкани, в името на истинско разбраните интереси на освободителното дело, доброволно да разтурите сами вашата група и да прекъснете сепаратистичната дейност както вътре в страната, така и вън от нея, за да се намалят пречките ѝ, та да може тя да съсредоточи всичкото си внимание и всичките си сили в борбата срещу общите врагове на отечеството и каузата ни. | “ |

Генерал Цончев получава писмото на 6 ноември и изненадващо, осъзнал ненужността на конфронтацията с ВМОРО и след забраната от страна на военното министерство български офицери да участват в революционното движение, решава да приеме ултиматума и на 10 ноември пише писмо до конгреса, в което заявява:
| „ | 1. След въстанието от 1903 г. Македоно-одринската революционна организация изгуби своето напрежно единство, добито през въстанието и тя се изразява вътре в групи. На една от тия революционни групи във вътрешността, ние сме представители в пределите на Българското Княжество. 2. Съгласно с Вашето съобщение, вътрешни македоно-одрински дейци са се събрали на конгрес, с цел да създадат едно единство във вътрешната организация и са изработили надлежните законоположения. 2. Макар и революционните райони на Вътрешната организация, която представляваме, да не бяха поканени на тоя конгрес, ние въодушевлявани от желанието да се достигне едно единство във Вътрешната организация, за да стане тя мощна и внушителна, Възприемаме тия законоположения [Устава и Правилника на ВМОРО] и уведомяваме вътре централното ръководително бюро под председателството на г. Стефан Николов, за по-нататъшни разпореждания. 3. Що се касае до Върховния македоно-одрински комитет, той е разтурен от Българското правителство и е изгубил своите последни следи, според горното изявление. | “ |

Така Върховният комитет се разпуска и всички чети на организацията през пролетта на 1906 година се изтеглят от Македония, като последната голяма жертва на организацията е смъртта на полковник Анастас Янков, загинал в сражение с турци на път за България.
Според Христо Силянов:
| „ | Заслугата за това решение, което изненада вѫтрешнитѣ, принадлежи, преди всичко, ако не изключително, на генералъ Цончева. То не би било мислимо, ако зависѣше отъ слѣпи фракционери, увлѣчени отъ мѫтния порой на бушуващата междуособица. То е проблѣсъкъ на възвишенъ патриотизъмъ и на здравъ политически разумъ. То спести на македонското освободително дѣло много братска кръвь. На Организацията — едно усилие, което би ангажирало въ продължение на дълги месеци силитѣ ѝ и би я съвсемъ изтощило. На българския свѣтъ — едно потрѣсно зрелище на нескончаеми братоубийства изъ македонскитѣ планини и села и по софийскитѣ улици. | “ |

## Върховизмът от 1906 до 1912 година
След 1905 година много от дейците на Върховния комитет – предимно офицерите, разочаровани от решението на Цончев се отказват от революционна дейност и се връщат в армията. Този резултат е посрещнат с радост от серчани, но не е очакван от лидера на ВМОРО Дамян Груев и е удар върху революционното движение в Македония и Одринско, тъй като в лицето на българското офицерство ВМОРО губи могъщ съюзник. Христо Силянов пише
| „ | Окончателното оттегляне на върховиститѣ отъ революционната борба не може да се смѣта за най-доброто разрешение на въпроса. Презъ изтеклитѣ две години Организацията бѣше изгубила много свои боеви и интелигентни сили, а между върховиститѣ имаше не малко офицери, които къмъ военното си изкуство бѣха прибавили нѣколко годишенъ опитъ и които можеха да бѫдатъ добре използувани срещу тритѣ неприятелски фронта — турски, гръцки и сръбски. . | “ |

Младотурската революция в 1908 година води до временен застой в революционното движение на емиграцията и офицерството. В групата на офицерите върховисти след смъртта на Янков и Цончев изпъкват по-млади дейци като подполковник Протогеров, майор Дървингов, майор Борис Дрангов, майор Климент Кръстев.
След възстановяването на революционното движение в края на 1909 – началото на 1910 година част от върховистите като Антон Бузуков подкрепят БНМОРО, а други като Александър Протогеров и Дончо Златков – ВМОРО на Христо Матов.
През март 1911 година, след обединението на ВМОРО и БНМОРО, при което Протогеров е избран за пръв запасен член на ЦК, покана за обединение е отправена и към привържениците на бившия ВМОК. На 15 март върховистките дейци, наричащи себе си „групата от бившата организация на Върховния МО комитет“, се срещат в София и подписват протокол – последният върховистки програмен документ. Протоколът се състои от осем точки – подновяване на революционната борба (точка 1) с общи усилия, тъй като противниците са по-добре организирани и по-силни, отколкото в миналото (т. 2) с цел „придобиване автономията на Македония и Одринско в тяхната цялост“ (т. 3), „създаване на една тайна, немногобройна, но здрава революционна армия“ (т. 4), независимост (т. 5) и централизация на организацията с доминация на нелегалните дейци и съответно ликвидиране на Задграничното представителство (т. 6), разчитане на малко количество от най-предани и свободни от зависимост борци, макар и организацията да трябва да се „разпростира между всички българи“ (т. 7), евентуален ЦК при обединение в състав председател подполковник Николов и членове Протогеров, Тодор Лазаров, Тодор Александров и Павел Христов (т. 8). Протоколът е подписан от Стефан Николов, Александър Протогеров, Димитър Думбалаков, Петър Дървингов, Димитър Владов, Борис Стрезов и Георги Белев. Макар възгледите за целите и задачите на двете групи дейци да съвпадат, поради условията за овладяване на председателското място в бъдещия Централен комитет и за закриване на Задграничното представителство, протоколът е отхвърлен от Тодор Лазаров и така до пълно обединение не се стига.
От май 1911 година върховистите отново започват да изпращат чети и да развиват паралелни революционни структури в Македония. Албанското въстание, Щипските и Кочанските събития, Итало-турската война раздвижват революционните дейци в България. Раздвижват се и благотворителните братства, които отново излизат от контрола на Вътрешната организация и се свързват с групата на офицерите върховисти.
Според Ангел Динев към 1912 година има три състезаващи се „върховистки групировки“ тези на Стефан Николов (в Горноджумайско, Сярско и Малешевско), Христо Матов (в Скопско,
Битолско и Солунско) и Константин Дзеков е в Гевгелийско (Кожух), Воденско и Ениджевардарско. Към тях започват да гравитират и дейците на комитета „Автономна Македония“ около Коста Шахов. През юни 1912 година, след пропадането този път по вина на вътрешните дейци на поредния опит за обединение, върховистите на конференция в София решават да създадат тайна революционна организация, която до месец да подготви въстание, което да предизвика българо-турска война. Избрано е управително тяло – Народно бюро, начело с подполковник Николов. За трети път са възстановени тайните офицерски братства и са затегнати редиците на благотворителните братства. Така за няколко месеца отново се създава стройна организация, напомняща на МОО от 1903 година, която има за цел въздействие върху българското правителство за започване на война под лозунга „сега или никога“.
През избухналата през октомври Балканската война много от дейците на бившия ВМОК се включват в партизанските чети на Македоно-одринското опълчение.

## Исторически поглед
Върховният македоно-одрински комитет получава твърде разнородни оценки за цялостната си дейност и постигнатите резултати. Разминаването е резултат на еволюцията в политическото гледище за разрешаване на македонския въпрос, в личностни и политически различия, както между дейци на организацията, така и сред лица, чужди на ВМОК. Върховният комитет традиционно има добри отношения с Вътрешната македоно-одринска революционна организация до избухването на Горноджумайското въстание. Новината за създаването на Македонския комитет през 1895 година е приета на първо време негативно от основателите и членовете на ЦК на ВМОРО в Солун. Въпреки това един от тях – Христо Татарчев, пише в спомените си:
| “ | Пълномощно Върховниятъ македонски комитетъ упълномощава своя членъ, г-н Георче Петровъ да обходи и ревизира състоянието на сѫществующитѣ македонски дружества въ Южна България, да образува нови дружества и да съдѣйствува за разпродаванието чрѣзъ македонскитѣ дружества, както и лично, облигации отъ Македонския патриотически заемъ. Прѣдсѣдатель. Б. Сарафовъ Секретаръ: В. Ковачевъ | ” |
|   | |   |

| „ | Главната задача на тоя Върх[овен] комитет бе да се вдигне въстание, колкото бе възможно по-скоро, обаче на пътя на това замислено от него дело се изпречваше Вътрешната организация. Нужно бе за това да бъде Вътрешната организация под негово разпореждане. Наистина Външната и Вътрешната организация, при все че действаха всяка една при специални условия, имаха и съща цел – свободата на Македония. | “ |

Задграничните представители на ВМОРО в София Гоце Делчев и Гьорче Петров участват активно във вземането на решения във ВМОК. Гьорче Петров нарича в спомените си това сътрудничество (по време на ръководството на Борис Сарафов) „грамаден успех за македонското дело“ и посочва, че:
| „ | Не можеше да се каже, че щяхме да можем да излезем от фазиса на проповедите към истинска революция без тая помощ, която ни идеше оттук, морална и материална. И да не беше емиграцията тук създала организацията с В[ърховния] к[омитет] начело, ние щяхме да я създадем... Без България не можехме да минем. | “ |

Още преди потушаването на Илинденско-Преображенското въстание между двете организации започват търкания за начините и ръководството на борбата срещу Османската империя. Периодът след въстанието се характеризира с взаимни обвинения между дейците на двете организации за това кой носи основната вина за понесените загуби. Още през 1903 година Яне Сандански казва пред Георги Белев:
| „ | .. ние решително се противопоставихме на вашите другари-офицери.., защото знаем техното възпитание, техните интимни замисли. Те са хора, които клетва са дали за верност на българския Княз и на Българската държава, те не могат да бъдат друго, освен техни слепи и послушни оръдия. А пък ние не искахме да заменим турската тирания, турските султани с други такива и с българската тирания и Българския княз: ние искаме Македония да бъде автономна, независима, свободна: Македония – на македонците... Виждате ли сега?.. вие искате свободна Македония и Одринско като средство, като етап за бъдещи завоевания и присъединявания, когато у нас свободата, автономията на Македония е легнала [легалната в оригинала] в основата, като цел. Ето де е големото различние между нас – вътрешните и вас – върховистите. Ако допуснехме вашите другари-офицери, те щеха да водят въоръжената борба, те щеха да имат в свои ръце четите, бойните ядра, организацията и като така, при свободна Македония, те щеха да наложат на македонското население, те щеха да му диктуват да иска то присъединяването на Македония и Одринско към България, както това стана с Източна Румелия през 1885 година. Ние месихме питата, вие щехте да я ядете. Ето кое ни плашеше, едно защо се противопоставяхме ние левичарите срещу офицерите-националисти. | “ |

Въпреки привидното примирие ВМОРО претърпява разкол и в организацията се оформят три основни групи – на централистите около Груев, на сарафистите около Сарафов и на санданистите около Сандански. Последната група е в особено изострени отношения спрямо ВМОК още от началото на 1902 година, когато се стига до сражения между чети на двете течения, в които са убити революционери и от двете страни. След фактическото разцепване на ВМОРО през 1906 година ръководствата едно на друго си издават смъртни присъди и в резултат през 1907 година са убити Борис Сарафов и Иван Гарванов от Тодор Паница, приближен на Яне Сандански. Този акт допълнително фрагментира революционното движение и последиците от него указват влияние десетилетия по-късно.
Антагонизмът между вътрешни и върховисти е преекспониран и допълнително подклаждан след края на Първата световна война. Затихналите по време на войните за национално обединение различия и вражди избухват с нова сила, подкрепяни от политическите централи в следвоенна България. Голяма част от бившите дейци на ВМОРО и ВМОК се обединяват във Вътрешна македонска революционна организация, но традиционно левите дейци в македонското освободително движение се противопоставят на възстановяването на организацията. Фактическите ръководители на ВМРО Тодор Александров и Иван Михайлов са директно набеждавани отляво за продължители на върховизма. Късният идеолог на лявото движение и участник в управлението на комунистическа България Христо Калайджиев пише:
| „ | Искаха да убият или най-малко да парализират нашето македонско съзнание или чувство, да убият в нас идеите на Гоце, да ни обвържат с тяхната завоевателна политика, да обвържат македонското дело за тяхната колесница, да ни направят мост, през който да мине великобългарската идея за създаване на Велика България и хегемония на Балканите... Кои са печалните герои в тая печална картина? Те са същите, които обявиха Гоце за предател, Яне – за турчин, Хаджията – за родоотстъпник. Те са същите, които предизвикаха Мелнишкото и Горноджумайското въстание, които предизвикаха преждевременното Илинденско въстание, по чиито внушения станаха Магарешките атентати в навечерието на Балканската война, които сключиха договора за подялба на Македония, които си играеха с автономния принцип... Фердинанд [...] бе душата на тая политика. | “ |

Привърженикът на протогеровисткото крило във ВМРО Наум Томалевски също определя михайловистите като върховисти и ги противопоставя на старите дейци на ВМОК:
| „ | Разликата е в това, че между тогавашните върховисти имаше плеяда личности със здраво национално чувство, хора, които всяка минута бяха готови да умрат с оръжие в поробена Македония, хора с интелект, култура и голямо родолюбие. | “ |

След налагането на комунистическия режим в България и Югославия едностранно се налага гледището на левичарите по отношение на македонското освободително движение, а именно че ВМОК има изцяло негативна роля по решаването на Македонския въпрос. Върховният комитет е определян като инструмент на българската държава, сравняван е с гръцката и сръбската въоръжена пропаганда в Македония, които са пряко спонсорирани от правителствата на двете страни и всячески се стараят да разрушат ВМОРО, понятието „върховизъм“ е изравнено с „великобългаризъм“. Скопският историк Драган Ташковски пише:
| „ | Привидно прифаќајќи jа револуционерната парола „Македониjа за македонците“, а всушност целеjќи Македониjа за Бугариjа, бугарската влада и двор преку своите македонствувачки орудиjа во Врховниот комитет не само што успеа да ликвидира голем броj македонски патриоти во самата револуционерна организациjа кои отворено и краjно решително се спротивопоставиjа на ваковото мешање од надвор, туку и постепено да го зема раководството на организациjата на терен во свои раце што беше една од наjтрагичните моменти во целото тоа македонско национално движење. | “ |

Скопската историография не променя като цяло тази си теза и след обявяването на независимостта на Република Македония през 1991 година, макар и да реабилитира част от дейците на Върховния комитет. Българската историческа наука обаче след демократичните промени през 1989 година преразглежда ролята на ВМОК и приносът ѝ в освободителното движение се обявява за равностоен на този на ВМОРО.
| „ | Българската историография, особено в последните двадесетина години, направи много за изясняване на мястото и ролята на Върховния комитет и неговата организация в освободителните борби на Македония и Одринска Тракия. Най-важният резултат беше, че понятието „върховизъм“, запечатано дотогава в народната памет и в историческата наука като символ на братоубийства и кръвопролития, получи реабилитация... историята на Върховния македоно-одрински комитет и Македоно-одринската организация в България [...] преминава през периоди на подем и спадове, има своите сенчести и светли страни, ражда герои и отваря дълбоки рани, но освен всичко друго има и съществен принос в развитието на националноосвободителните борби на македонските и тракийските българи. | “ |

От своя страна Цочо Билярски пише за ВМОК:
| „ | Целта... е... да се види истината за дейността на тази българска национално-патриотична организация на българската емиграция от Македония и Одринско... преплетена и допълваща се с политиката на българското княжество и на Вътрешната македоно-одринска революционна организация, които през това десетилетие са в повечето случаи в синхрон помежду си. ...истината най-после ще излезе на преден план и отрицателният смисъл, който се влагаше и влага и днес в понятието „върховизъм“, най-после ще отпадне. | “ |